# 마르티 코스키미에스

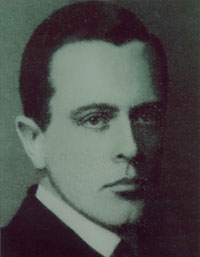

마르티 엘리엘 코스키미에스(핀란드어: Martti Eliel Koskimies: 1899년 3월 7일-1970년 3월 20일)는 핀란드의 경찰관료다. 1934년 4월 27일에서 1946년 12월 21일까지 제2대 경찰총수를 역임했다.
1918년 이전까지는 성이 스웨덴식으로 포르스만(Forsman)이었다. 루터교 사제 오스카르 빌헬름 포르스만의 손자다. 1929년에서 1934년까지 내무부에서 서기관보로 근무했다. 1934년에서 1946년까지 경찰총수를 역임한 뒤 1948년까지 재무부, 1964년까지 중앙상공회의소에서 근무했다. 또한 1938년에서 1948년 사이에는 국영도박협회 이사회장을 지냈고 쿨로섬 참사회원을 역임했다.